# 오페라 극장

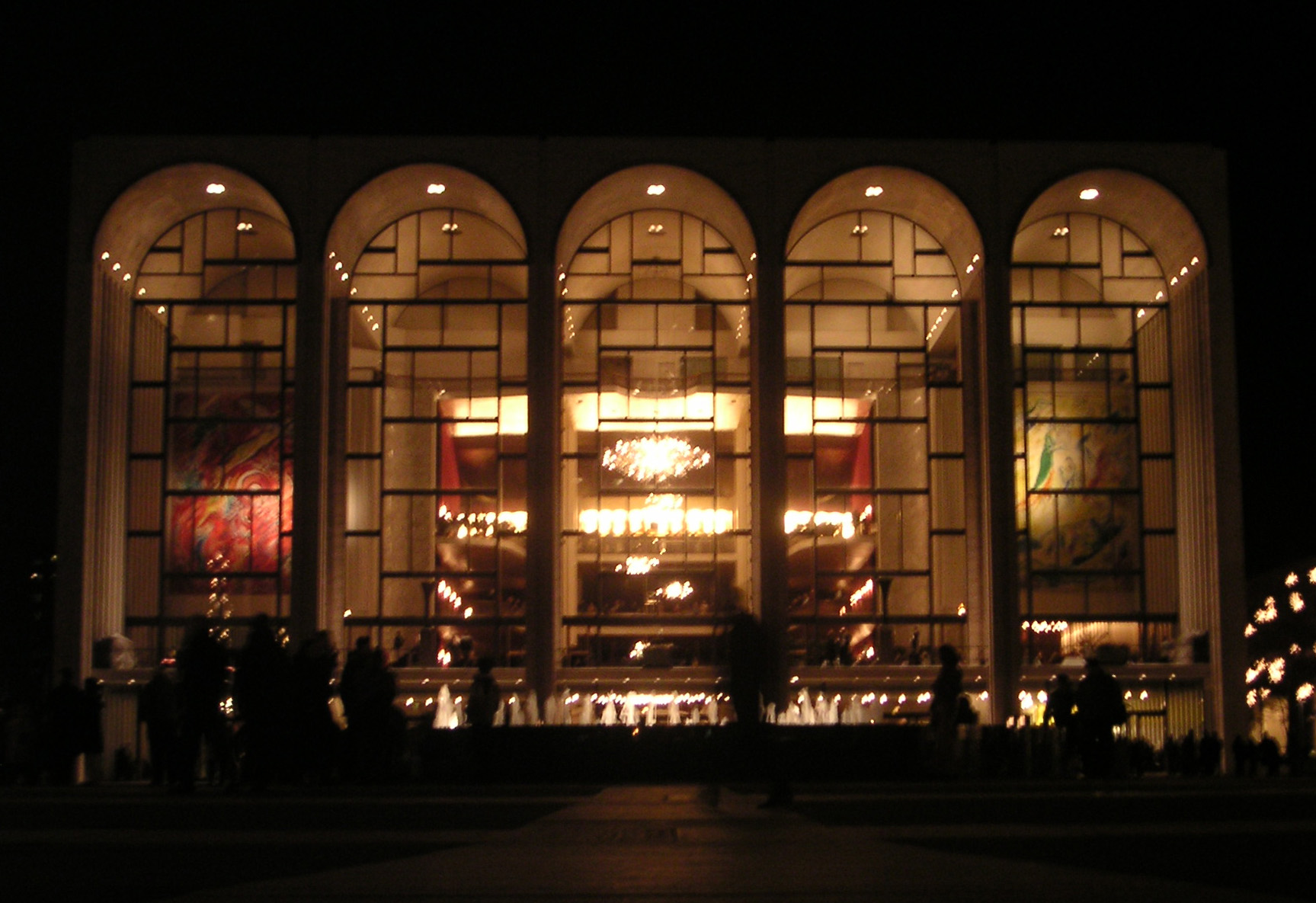
링컨 공연 예술 센터내에 위치한 메트로폴리탄 오페라 하우스. 링컨 센타터 플라자에서 바라본 모습

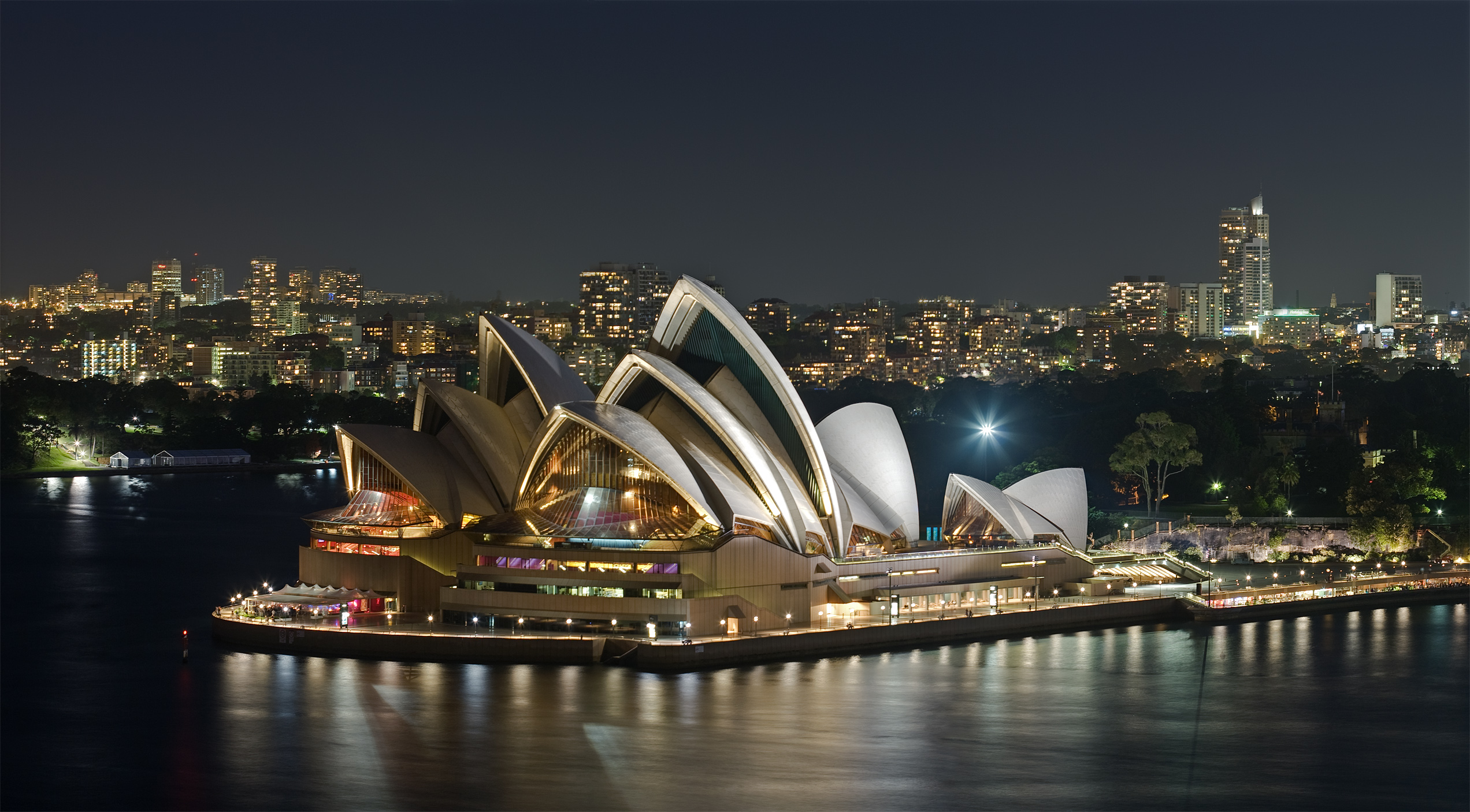
시드니의 오페라 하우스

오페라 극장 또는 오페라 하우스(영어: Opera House)는 오페라가 공연되는 극장 건물이다. 비록 다른 공연 예술이 그곳에서 공연되더라도, 특별히 오페라를 염두에 두고 건립되었다. 가장 대표적인 오페라 극장으로는 시드니 항구에 위치한 시드니 오페라 하우스가 있다.

## 역사
최초의 오페라 하우스는 1637년에 개장한 베네치아의 산 카시아노 극장이다. 이탈리아에서는 오페라가 수세기 동안 부유한 후원자들뿐만 아니라 일반인들에게도 인기 있는 예술 장르로 받아들여져 왔다. 팔레르모의 마시모 극장, 현존하는 가장 오래된 오페라하우스인 나폴리의 산카를로 극장, 밀라노의 라 스칼라 극장과 같은 많은 오페라 극장들도 이탈리아에 있다. 이탈리아와는 대조적으로, 영국은 헨리 퍼셀이 오페라 곡을 처음 작곡할 때에도 런던에 오페라 하우스가 없었다. 독일은 1678년 함부르크에 건설한 오페라 암 갠세마르크트가 최초였고, 1693년에 그 다음으로 라이프치히에 브륄 오페라가 지어졌으며, 세 번째로는 1701년에 나움부르크에 잘츠토르 오페라가 건설되었다.
17세기와 18세기에는 예술 후원을 정치적 목적으로 사용하고자 한 국왕 등 정치인, 귀족, 부유층의 자금으로 건설되었다. 19세기에 부르주아와 자본주의 사회 형태가 부상하면서 유럽 문화는 후원 체제에서 공공 지원 체제로 옮겨갔다.

## 같이 보기
- 극장
- 오페라의 유령 (2004년 영화)